# Girolamo Rainaldi
Girolamo Rainaldi, född 4 maj 1570 i Rom, död 15 juli 1655 i Rom, var en italiensk arkitekt, verksam i barockens Rom. Han var far till Carlo Rainaldi.
Girolamo Rainaldi började sin arkitektbana hos Domenico Fontana och kom att samarbeta med Giacomo della Porta.

## Byggnadsverk i urval
- Sant'Agnese in Agone – tidig planering[1]
- Santa Cecilia in Trastevere – gravmonument över kardinal Paolo Emilio Sfondrati[2]
- San Giovanni in Laterano – Cappella Colonna[3]
- Santa Maria della Scala – Cappella dell'Assunta[4]
- Santa Maria Maggiore – altaret, Cappella Paolina[5][6]
- Casa Professa (Jesuitordens högkvarter; 1599–1623) vid Il Gesù[7]
- Palazzo Albertoni (påbörjat av Giacomo della Porta)[8]
- Palazzo Verospi (fullbordat av Onorio Longhi)[9]
- Villa Borghese – trädgårdsanläggningen[10]
- Villa della Porta Radiani – portal[11]
- Villa Farnese – trädgårdsanläggningen (attribuering)[12]
- Fontana di Piazza di Santa Maria in Trastevere (senare ombyggd av Giovanni Lorenzo Bernini)[13]
- Villa Borghese, Frascati[14]
- Santa Teresa, Caprarola[15]

## Bilder

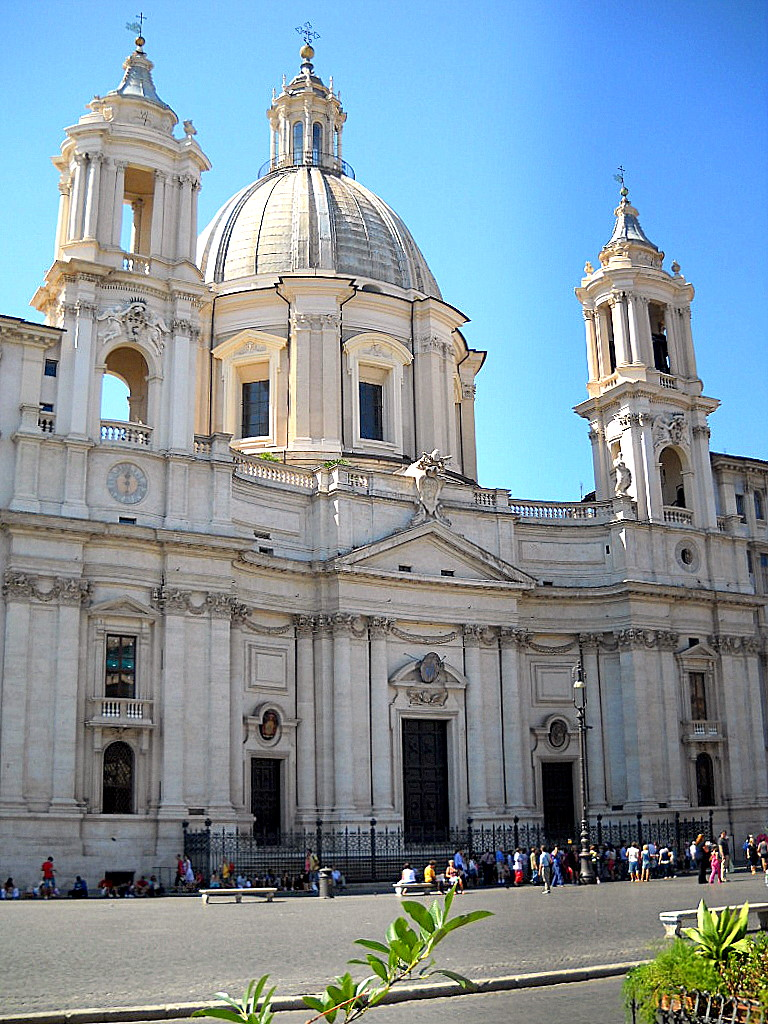
Sant'Agnese in Agone.
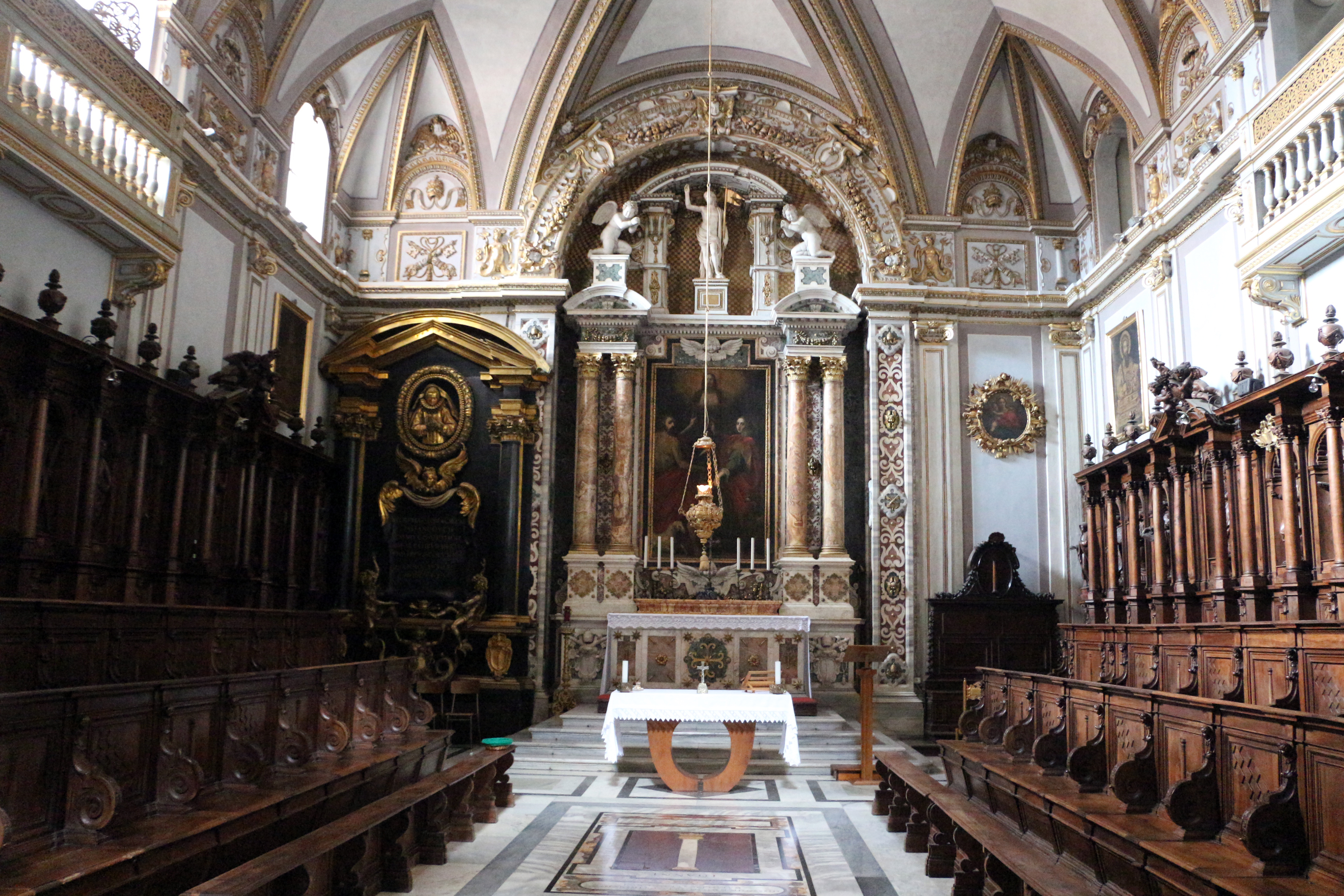
Cappella Colonna i San Giovanni in Laterano.
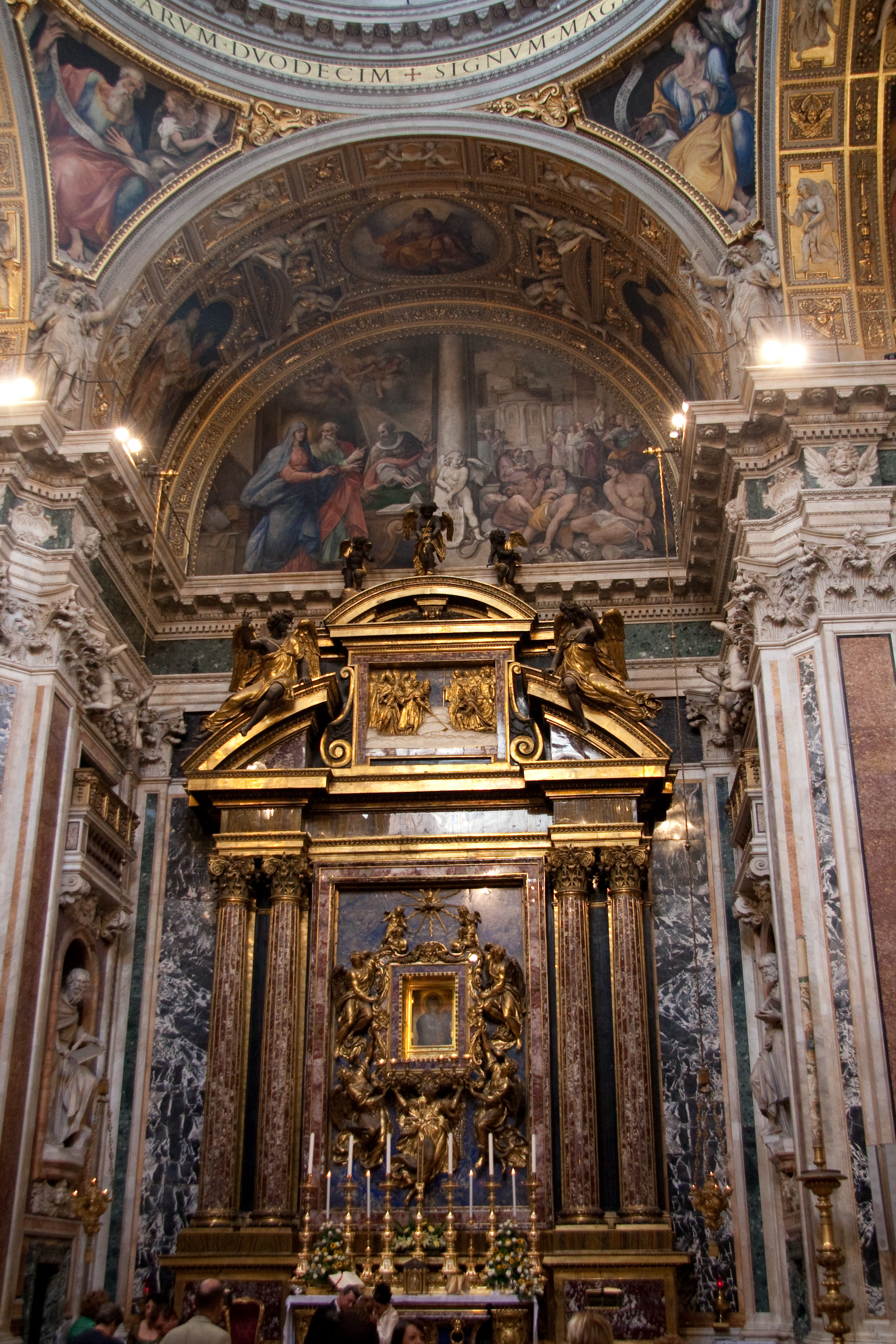
Altaret i Cappella Paolina i Santa Maria Maggiore.
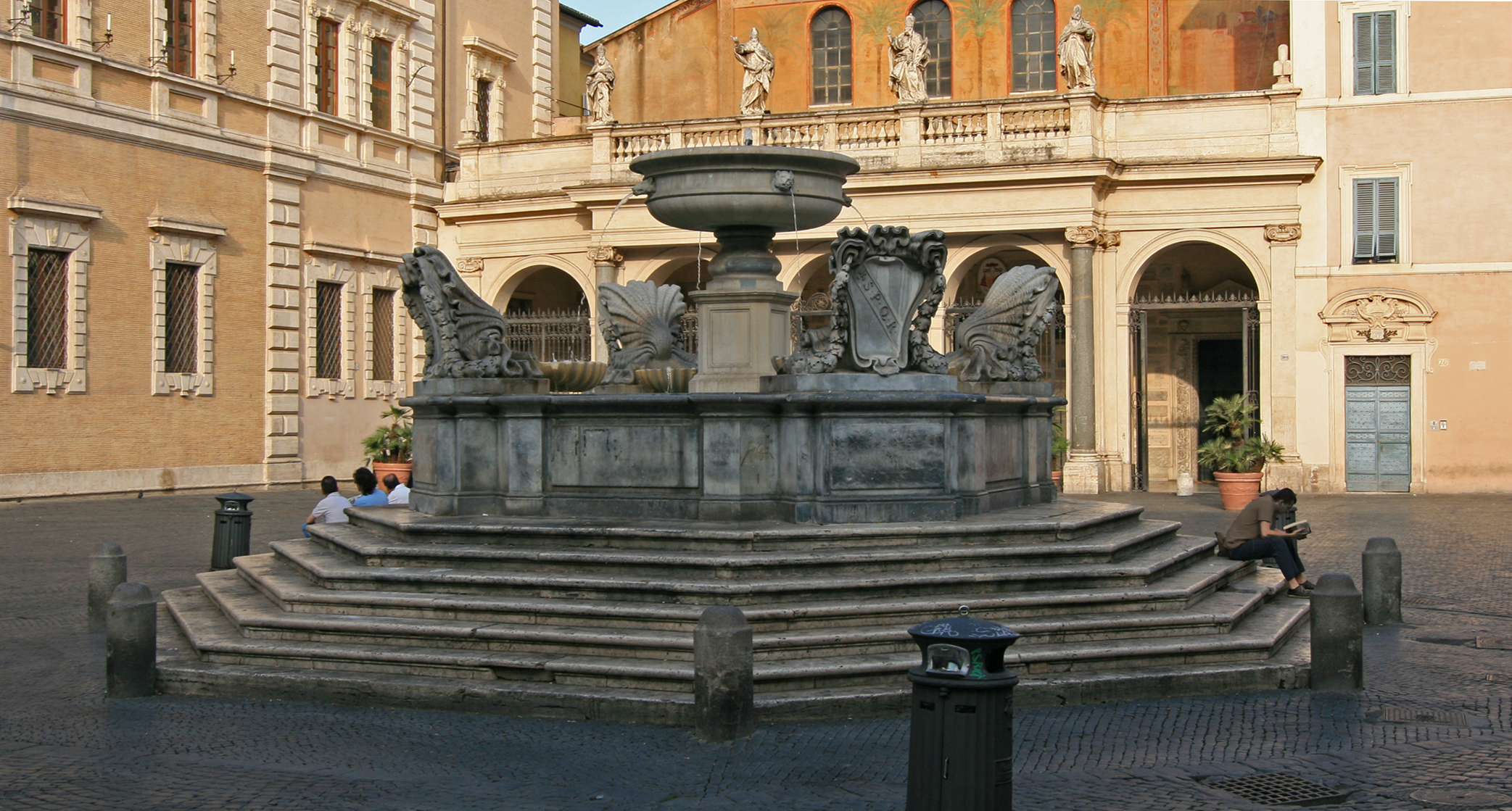
Fontänen på Piazza di Santa Maria in Trastevere i Trastevere.
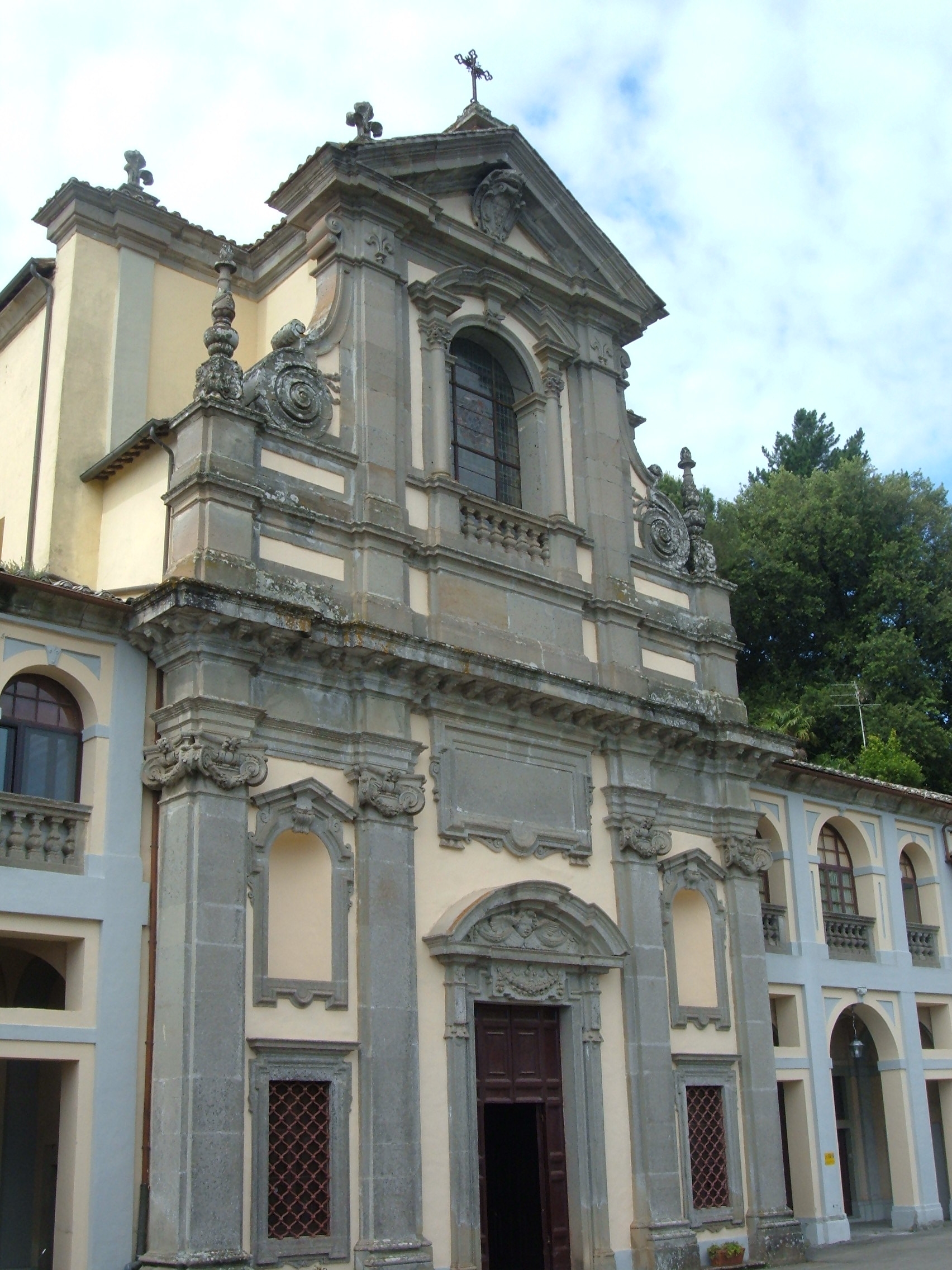
Santa Teresa i Caprarola.